# Amami, Kagoshima
Amami (奄美市 Amami-shi) là một thành phố thuộc tỉnh Kagoshima, Nhật Bản.